# Английский сеттер
Англи́йский се́ттер (англ. english setter) — порода собак из группы легавых, прямой потомок старых европейских собак, использовавшихся в Средние века для охоты на птиц с сетью. В XVII—XVIII веках, в связи с распространением охотничьего огнестрельного оружия, эти собаки подверглись преобразованию: убыстрился их ход, более красивой стала стойка. Своим современным обликом собаки породы в значительной степени обязаны Э. Лавераку, который, начав свою деятельность в 1825 году, в течение 50 лет изменял и улучшал качества породы путём инбридинга, подбора и отбора. Английский сеттер — наиболее известная и распространённая порода среди сеттеров.

## История
История английского сеттера берет своё начало в XIV веке, что делает его одной из старейших пород подружейных собак. Порода происходит от скрещивания спрингер спаниеля, испанского пойнтера и большого водяного спаниеля. Сеттера использовали для поиска и загона птицы в сеть. Собака искала жертву, обнаружив её садилась и указывали охотнику на птицу, охотник раскидывал сети, чтобы собака по команде загнала туда птицу. Охота с сетями продолжалась до конца XVIII века, до появления ружья, после чего, название «спаниель-сеттер» заменили на «сеттер».
Сеттеров не разделяли на разные породы до XIX века, их разделяли только на линии, называвшиеся в честь аристократических семей, державших собак.
Современные английские сеттеры появились благодаря Эдварду Лавераку (1800-1877), который вывел свою породу путем инбридинг и отборного линейного разведения. Современных выставочных сеттеров нередко называют типом Лаверака. Ричард Перселл Ллевеллин (1840-1925) создал свою породу, на основе сеттеров Лаверака, он пытался создать идеал рабочего сеттера. Современных рабочих сеттеров называют типом Ллевеллина.
В 1859 году на выставке в городе Ньюкасл-апон-Тайн английский сеттер был в первые показан. В 1884 году порода была признана Американским клубом собаководства, это была одна из первых пород признанных клубом. И лишь в 1963 порода была признана FCI.

### История в России
Первый сеттер в Российской Империи появился в 1880 году, генерал Асташев привёз в Россию трехцветного кобеля Роджера из питомника Пюрсель Ллевеллина. Но Асташеву не понравилась собака и тот передал её управляющему Гатчинскими угодьями охоты В.Р.Дитцем, Дитц в свою очередь передал кобеля для натаски ведущему специалисту Клюге, который обнаружил у собаки потрясающее чутье и исключительную понятливость. После этого Роджер давал прекрасное потомство, подчас превосходящее его по экстерьеру и полевым качествам.
В 1885 году в Петербурге прошла первая российская выставка собак. Позже начали проводить различные состязания, куда съезжались все любители и владельцы пойнтеров, сеттеров и других новомодных пород.
До революции английских сеттеров в Российской Империи называли сеттерами лавераками, их держали самые высокопоставленные люди в том числе сам император, Николай II, Великий Князь Сергей Александрович, князь Ширинский-Шихматов, графиня Бенкендорф, Александр Куприн и Александр Блок.
После революции 1917 года охотничьи породы восстанавливали заново. От английских сеттеров осталось только 3 собаки: Фрида  Виноградова, Кент-оф-Спасск и Том Малиновского. Уже в 1940 году на выставке в Ленинграде было выставлено больше ста собак. Собаки всё также принадлежали высокопоставленным людям.

## Внешний вид

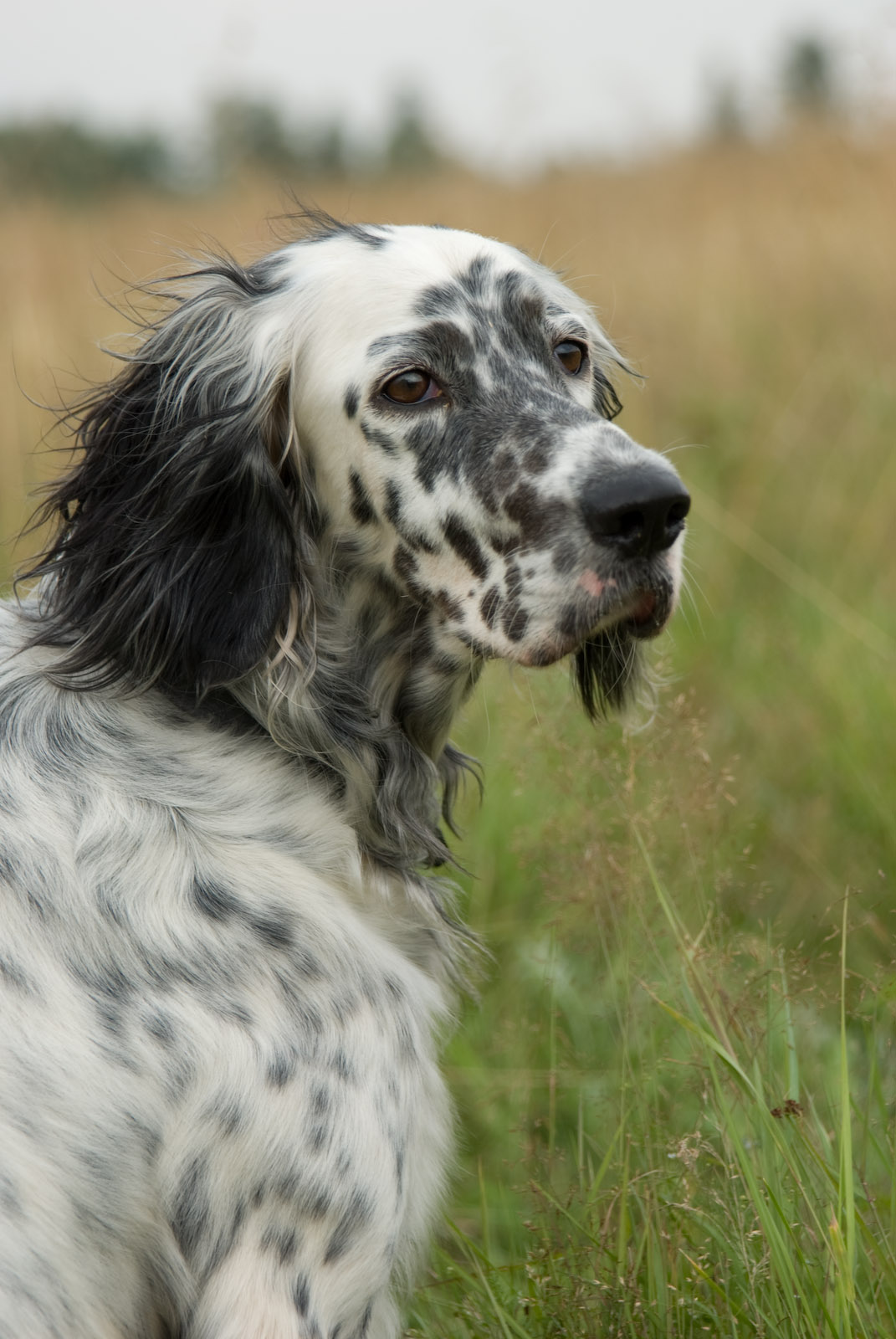
Портрет английского сеттера

Выше среднего роста, хорошо сложённый в общих чертах, элегантный во внешности и движениях.
Шерсть от соколка головы на линии с ушами слегка волнистая, не курчавая, длинная и шелковистая, как и рубашка в целом, гачи и передние ноги почти до лап с развитыми очёсами. Окрас чёрно-крапчатый (blue belton), оранжево-крапчатый (orange belton), жёлто-крапчатый (lemon belton), коричнево-крапчатый (liver belton) или трёхцветный, то есть чёрно-крапчатый с подпалом или коричнево-крапчатый с подпалом, все без крупных цветовых пятен на колодке, а крапчатые (belton) по всей поверхности тела предпочтительны. Хвост посажен почти на линии спины, средней длины, не простирается ниже скакательных суставов, не закрученный и не поджат, почти прямой или саблевидный, но без тенденции загибаться вверх: подвес пером свисает длинными прядями. Подвес начинается, слегка отступя от основания хвоста, и увеличивается в длину к середине, затем постепенно уменьшается к концу; шерсть длинная, блестящая, мягкая и шелковистая, волнистая, но не курчавая. В движении собака весело машет хвостом из стороны в сторону и несёт его не выше уровня спины. Высота в холке кобелей — 65—68 см, сук — 61—65 см.